# Gérard Fromanger
Gérard Fromanger est un peintre français né le 6 septembre 1939 à Pontchartrain et mort le 18 juin 2021 à Paris.

## Biographie
Après des études secondaires, Gérard Fromanger suit pendant 18 jours les enseignements de l'École nationale supérieure des beaux-arts de Paris, puis les cours du soir de la Ville de Paris dans la classe de Robert Lesbounit, à l'académie de la Grande Chaumière.
Le sculpteur César le remarque, lui prête son atelier et suit son travail pendant deux années. Il se lie d'amitié avec le poète Jacques Prévert et les frères Alberto et Diego Giacometti.
Très jeune, dès les années 1960, Gérard Fromanger s'impose comme une des personnalités de la scène artistique à Paris en participant à l'aventure de la figuration narrative et à l'invention de la Nouvelle Histoire.
Il est un des fondateurs de l'Atelier populaire des Beaux Arts en mai 1968, qui produisait des centaines des affiches murales et slogans de Mai 68 accompagnant la lutte des étudiants et des ouvriers. La même année, il tourne des films-tracts avec Jean-Luc Godard.
Au début des années 1970, il voyage en Chine grâce au cinéaste néerlandais Joris Ivens.
Impliqué dans ce monde, Gérard Fromanger utilise l’appareil photographique pour des prises de vues sans point de vue délibéré, sans cadrage privilégié, « images prélevées comme une pellicule sur le mouvement anonyme de ce qui se passe » selon le mot de Michel Foucault.
Il considère l'amitié des poètes, des philosophes, des écrivains, des peintres et des sculpteurs, des cinéastes, des musiciens, des architectes comme élément moteur de son processus de création.
En 2020, les directeurs du Théâtre des Bouffes-du-Nord lui confient l'ornementation du plafond du foyer du théâtre.
Après avoir séjourné et travaillé en Normandie et en Camargue, en Chine et en Belgique, à Paris, Londres, Berlin, Tokyo, Abidjan et New York, à la fin de sa vie, il vit et travaille à Paris et Sienne.

### Le projet abandonné des vitraux d'Anzy-le-Duc
En 2015, un industriel local a offert de prendre à sa charge la création de nouveaux vitraux pour remplacer une partie de ceux de l'église romane d'Anzy-le-Duc, datant des XIXe et XXe siècles et nécessitant une rénovation importante.
Le mécène a proposé les esquisses de Gérard Fromanger, mais ce choix est contesté par le magazine La Tribune de l'art car ce remplacement condamnera les anciens vitraux « à une destruction assurée » selon le journal.
Ce projet a finalement été refusé par l’évêque d’Autun, Mgr Benoît Rivière, après une rencontre avec Gérard Fromanger, en raison de l’approche exclusivement profane de l’artiste, en rappelant que l'église est classée monument historique.
Gérard Fromanger avait pour sa part indiqué à la presse locale avoir voulu « évoquer le mystère et l’énigme qu’est la question de notre propre existence. Rappeler, sans provocation, que les hommes ont inventé les dieux. »

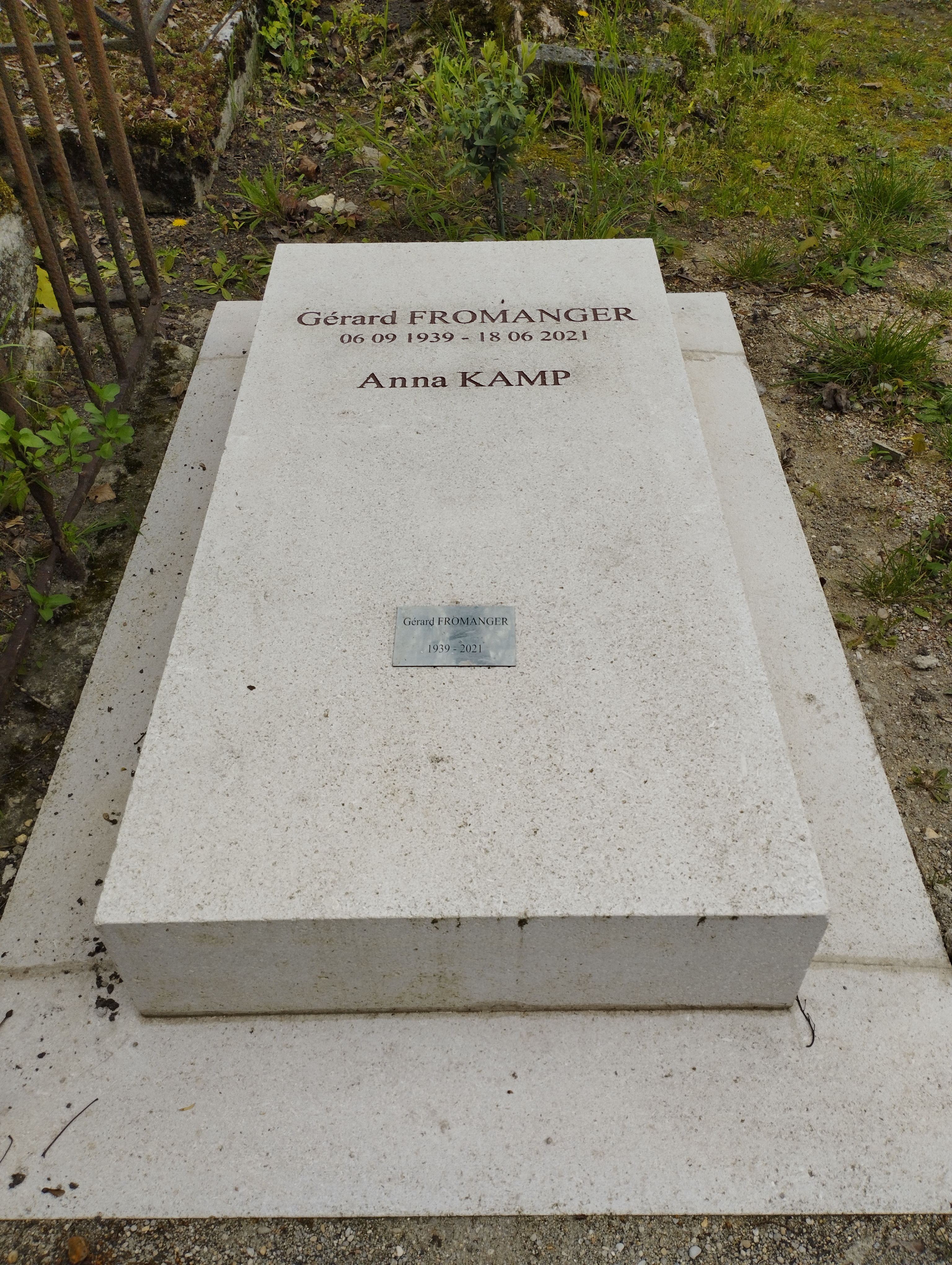
Tombe de Gérard Fromanger au cimetière du Père-Lachaise (division 42).

L’évêque a de son côté expliqué à l’artiste « qu’il n’était pas hostile à l’art contemporain, mais que son projet ne donnant aucune visibilité à la révélation chrétienne, il n’était pas adapté à un édifice religieux », selon Anne Jacquemot, porte-parole de Mgr Rivière.

### Mort
Il meurt le 18 juin 2021 à Paris 13e, à l'âge de 81 ans. Il est inhumé au cimetière du Père-Lachaise (division 42).

### Distinction
- 2013 :  Commandeur de l'ordre des Arts et des Lettres[14].

## Citation
« Le trouble, c'est le pinceau qui court sur la toile, l'autre peau du monde. Ça finit par emballer toutes les prétentions, les orgueils, les politiques. J'aimerais faire passer sur la toile ce presque rien. »

## Expositions

### Personnelles
- 1965 Pétrifiés Galerie Jean Taffary, Paris
- 1966 Galerie Parti-pris Grenoble
- 1968 9 sculptures « Souffles » dans les rues de Paris
- 1967 Paysages découpés Galerie Jean Taffary, Paris
- 1970 Hymnen, Maison de la culture, Grenoble,
- 1970 Galerie Bama Paris
- 1971 Le Rouge, galerie Carmine Siniscalco, Rome, "Boulevard des Italiens", ARC 2, musée d'art moderne de la ville de Paris
- 1972 Le Rouge, exposition itinérante : Sarajevo, Mostar, Ljubljana, Liège, New York, Montréal, Salerne, Amsterdam
- 1973 Espace 2000 Bruxelles
- 1973 Galerie Philippe Chabeau Anvers
- 1973 Le peintre et le modèle Galerie 9 Paris
- 1973 Annoncez la couleur Galerie Jeanne Bucher Paris
- 1974 Galerie de l'Estuaire, Honfleur, galerie Plan, Knokke, galerie Atelier 5, Mouscron, maison de la culture de Namur.
- 1975 Le désir est partout Galerie Jeanne Bucher Paris
- 1975 Rétrospective, Galerie Fred Lanzenberg, Bruxelles
- 1976 Splendeurs galerie Fred Lanzenberg Bruxelles[16]
- 1977 Questions Galerie Jeanne Bucher Paris
- 1978 Rétrospective Maison de la culture d'Ibos, Tarbes ; Rétrospective, maison de la culture, Grenoble
- 1980 Tout est allumé Centre Georges Pompidou, musée national d'art moderne, 16 janvier-10 mars
- 1983 Gérard Fromanger 1963/1983 , rétrospective réalisée par Philippe Briet et l'association Couleurs nouvelles, musée des beaux-arts de Caen (peintures 1963-1976) et neuf autres lieux dans la ville dont le théâtre municipal (peintures 1976-1979), l'hôtel d'Escoville (peintures et pastels 1982-1983), la bibliothèque municipale (peintures portraits d'écrivains), et l'école des beaux-arts (peintures petits formats 1978), 29 janvier-6 mars.
- 1983 Galerie ABCD Paris
- 1985 Chimères Galerie Isy Brachot Paris,Gérard Fromanger 1984-1985, Institut français, Stockholm
- 1989 Fromanger Galerie Isy Brachot Paris
- 1990 De toutes les couleurs, New York, Philippe Briet Gallery « Le peintre et le modèle :sérigraphies », Vannes, galerie Patrick Riquelme « Gérard Fromanger : séries et grands formats 1965-1990 », Bourges, maison de la culture Last spring in New York , Paris, galerie Claudine Lustman.
- 1991 La couleur des villes et la couleur des champs, Paris, galerie Marcel Strouk Douai, Centre d'action culturelle
- 1992 Gérard Fromanger 1962-1992, Séville, Exposition universelle, pavillon français.
- 1993 Quadrichromies, Paris, FlAC, galerie Claudine Lustman « 1965-1992, rétrospective », Vernon, musée Alphonse-Georges-Poulain
- 1994 Le triomphe de Sarajevo, Sienne, galerie Bagnai ; San Giovanni d'Asso, mairie.
- 1995 1965/1995 , Pilsen, Brno, République tchèque « Quadrichromies », Osaka, Hayakawa Gallery « Quadrichromies », Sienne, Santa Maria della Scala « Gérard Fromanger, œuvre graphique », Prague, Institut français ; galerie Stepanska 35« Quadrichromies », Paris, galerie Renos Xippas
- 1996 1965/1996 rétrospective, Brest, Le Quartz « Musica e pittura », performance avec le compositeur Éric Tanguy, Sienne, académie Chigiana
- 1998 La vie quotidienne », Brest, Le Quartz
- 1999 Rhizomes, pastels-café , Paris, galerie Claude Samuel ; Sienne, Santa Maria della Scala Londres, galerie Gimpel Fils
- 2000 Gérard Fromanger, pièce unique , Draguignan, galerie de Poche Peintures 1960/2000 , Chamonix, maison de la montagne
- 2000 Gérard Fromanger, la peinture photogénique, Paris, librairie La Hune Rhizomes, peintures-café
- 2001 La poésie est dans la rue avec Gérard Fromanger, rues de La Seyne-sur-Mer
- 2002 Le rouge, Londres, Centre culturel français Série noire , Paris, galerie Ernst Hilger
- 2003  La guerre n'est jamais froide , Genève, MAMCO
- 2003 Sens dessus dessous  Gérard Fromanger Galerie Rive Gauche, Paris
- 2005 Gérard Fromanger, rétrospective 1962-2005 , Dole et Lons-le-Saunier, musées des Beaux-Arts ; La Seyne-sur-Mer, Villa Tamaris centre d'art; Séoul, musée national d'art contemporain de Corée
- 2006 Luxembourg, musée national d'histoire et d'art ; La Havane, Museo Nacional de Bellas Artes ; Évreux, hôtel du département de l'Eure et Louviers, musée municipal « Poètes, philosophes et amis, portraits », Argentan, médiathèque François-Mitterrand, Michel Onfray, commissaire
- 2007 Villa Beatrix Enea, Anglet
- 2007 Fromanger dessinateur musée des beaux-arts de Nancy
- 2007 Peintres, poètes, philosophes et amis Maison Elsa, Triolet, Aragon Saint-Arnoult-en-Yvelines
- 2007 Gérard Fromanger Château Lescombes Eysines
- 2007 Rétrospective Gérard Fromanger 1962-2006, musée national des Beaux-arts de la Havane
- 2007 Hayakawa gallery, Osaka Japon
- 2008 Gérard Fromanger Bastilles musée d'Arts de Nantes
- 2008 Cave d'Arts à Louviers (Eure) Gérard Fromanger expose à la galerie Ivoy Lefrançois – La cave d’Arts à Louviers
- 2008 Bastilles, galerie Marcel Strou, Rive Gauche, Paris[17]
- 2009 Annoncez la couleur !, galerie Le Garage, Orléans, avec Gérard Fromanger et Louis Ducos du Hauron
- 2009 L'Imagination au pouvoir, musée d'art moderne de Rio de Janeiro (MAMRJ)
- 2009 Rétrospective Centro Cultural Banco do Brasil Brasilia
- 2010 La Cave Dimière Argenteuil
- 2010 Boulevard des Italiens, Gérard Fromanger Le Quartz, Brest
- 2010 Hayakawa gallery Osaka, Japon
- 2011 L'Écharpe d'Iris, 1955-2011, musée Estrine, Saint-Rémy-de-Provence
- 2012 Périodisation, 1962-2012, rétrospective, Fonds Hélène et Édouard Leclerc pour la culture, Landerneau[18]
- 2012 Le Radar Bayeux
- 2013 De toutes les couleurs, Galerie Anna-Tshopp[19], Marseille[20]
- 2014 Annoncez la couleur !, au centre À cent mètres du centre du monde à Perpignan avec Gérard Fromanger et Louis Ducos du Hauron
- 2016 Centre Pompidou, Paris[21]
- 2016 Annoncez la couleur ! Église des Jacobins Agen avec Gérard Fromanger et Louis Ducos du Hauron
- 2017 Halle aux grains Saint-Junien[22]
- 2017 Annoncez la couleur ! Château de Vascoeuil avec Gérard Fromanger et Louis Ducos du Hauron
- 2018 Annoncez la couleur ! Arsenal de Soissons (musée des beaux-arts) avec Gérard Fromanger et Louis Ducos du Hauron
- 2018 De toutes les couleurs, galerie Jeanne Bucher-Jaeger, Paris, Espace Saint Germain[23]
- 2019 Annoncez la couleur !, musée de l'Hospice Saint-Roch, Issoudun avec Gérard Fromanger et Louis Ducos du Hauron
- 2019 Les dialogues inattendus.Monet/Fromanger Soleil levant 2019, musée Marmottan-Monet, Paris[24],
- 2019 Annoncez la couleur ! Abattoirs, Salles Saint Pierre & La Fabrique, Avallon[25]
- 2020 Annoncez la couleur ! musée des beaux-arts de Caen[26]
- 2021 Caméra obscura, Carmel de Chalon-sur-Saône[27]
- 2022 « La splendeur », Museu Coleçeäo de Lisbonne[28]

- 2022 Annoncez la couleur ! Musées de Sens Palais Synodal[29]

### Collectives
- 1965 Derrière le miroir Galerie Maeght Paris
- 1975 L'emploi de la peinture - Christian Babou, Béatrice Casadesus, Henri Cueco, Gérard Fromanger, Jean-Pierre Le Boul'ch, Ivan Messac et Joan Rabascall, exposition itinérante, Sarlat, Aurillac, Tarbes, Bordeaux, Talence, Angers, Amiens, Chartres (musée des beaux-arts), Grenoble (maison de la culture), Paris (galerie du Luxembourg)
- 1977 Six hommes, six femmes, galerie Jean Larcade Paris[30]
- 1981 Où (Lüflmalerei) Galerie Paul Ambroise, Paris
- 1997 Gérard Fromanger /Daniel Buren, Paris, galerie Graphes
- 2000 Avoir 20 ans à Montparnasse (avec Hélène Tilman) », Paris, le Chemin de Montparnasse
- 2006 Bandes à part avec Erró, Peter Klasen, Jacques Monory, Gérard Schlosser, Palais Bénédictine, Fécamp Claude Guibert commissaire d'exposition
- 2006 La Figuration narrative dans les collections publiques 1964-1977, Orléans, musée des beaux-arts[31], Dole, musée des beaux-arts[32]
- 2010 Le Grand Pari(s) de l'art contemporain, Argenteuil[33]
- 2016 Les frères Fromanger, Téno et Gérard, Eysines, château Lescombes
- 2017 Passion de l'art musée Granet, Aix en Provence[34]
- 2018 Images en lutte Palais des Beaux-Arts, Paris
- 2018 Quel amour ? musée d'art contemporain, Marseille[35]
- 2018 Talking About A Revolution Le 22 rue Visconti, Paris[36]
- 2018 Quel amour ? musée Berardo, Lisbonne [37]
- 2019 Festin, Esplanade de la Défense, Paris[38]
- 2020 Quarante ans et plus, Villa Béatrix, Anglet[39]
- 2020 Arts et cinéma Fondation de l’Hermitage, Lausanne[40]
- 2022 "Flags" Fondation Boghossian Villa Empain à Bruxelles[41]
- 2024 Figuration narrative Un autre langage pop Musée d'art de Pully Suisse 13 septembre au 15 décembre 2024

### Iconographie
- Portrait de Gérard Fromanger par Herman Braun-Vega (1984)